# Синельников, Вячеслав Алексеевич
Вячеслав Алексеевич Синельников (11 июня 1939 г. — 27 октября 2016 г.) — советский и российский учёный-металлург, специалист в области технологии выплавки в конвертерах электротехнических сталей. Доктор технических наук, профессор. Заслуженный деятель науки Российской Федерации, дважды лауреат премии Совета Министров СССР (1982, 1989 гг.), лауреат премии Правительства Российской Федерации в области науки и техники (1996 г.).

## Биография
Вячеслав Алексеевич Синельников родился 11 июня 1939 года. После окончания в 1961 г. Московского института стали работал подручным сталевара и сталеваром в мартеновском цехе Череповецкого металлургического комбината. С 1962 г. работал в ЦНИИчермете им. И. П. Бардина, где прошел путь от младшего научного сотрудника до заместителя генерального директора ГНЦ РФ ЦНИИчермет.
С 2006 г. и до своей смерти В. А. Синельников работал главным сталеплавильщиком Представительства ОАО «НЛМК» в г. Москве. Скончался 27 октября 2016 года.

## Научная и производственная деятельность
В. А. Синельников осуществлял научное руководство и непосредственно участвовал в проведении и промышленном освоении новых технологических процессов и металлопродукции: качественных легированных и низколегированных сталей. Более 20 лет отдал освоению технологии выплавки в конвертерах электротехнических сталей. Была решена важная проблема увеличения их производства в ОАО «Мечел», ОАО «НЛМК», ОАО «Северсталь» и АООТ «Испат Кармет». При активном участии В. А. Синельникова проведено освоение новых технологий в ОАО «ОЭМК», на Молдавском и Белорусском металлургических заводах и ряде других предприятий, в том числе на предприятиях-металлопотребителях: ОАО «Газпром», АК «Транснефть», МПС, машиностроительных предприятиях.
В. А. Синельников — соавтор 255 научных трудов, в том числе трех монографий, а также 110 изобретений. Состоял членом редколлегии журналов «Сталь» и «Электрометаллургия».

## Признание
Заслуженный деятель науки Российской Федерации. За комплекс работ по освоению новых металлургических технологий и видов металлопродукции для отраслей народного хозяйства В. А. Синельников награждён орденом «Дружбы народов», медалями. Ему были присуждены премия им. академика И. П. Бардина (1977 г.), премии Совета Министров СССР (1982, 1989 гг.) и премия Правительства Российской Федерации в области науки и техники (1996 г.).